# قفل، انبار و دو بشکه باروت
قفل، انبار و دو بشکه باروت (به انگلیسی: Lock stock, and two smoking barrels) فیلمی بریتانیایی در سبک جنایی کمدی به نویسندگی، تهیه‌کنندگی و کارگردانی گای ریچی است که در سال ۱۹۹۸ منتشر شد. در این فیلم بازیگرانی همچون جیسون فلمینگ، دکستر فلچر، نیک موران، جیسون استاتهام، استیون مکینتاش، وینی جونز و استینگ ایفای نقش کرده‌اند. داستان فیلم در واقع یک سرقت را روایت می‌کند که داستان پسری با اعتماد به نفس بالا است که می‌خواهد با حیله‌های کارت بازی، شرط‌بندی پوکر را ببرد اما ۵۰۰٬۰۰۰ پوند به رئیس یکی از بزرگ‌ترین خلافکاران شهر می‌بازد. برای اینکه پسر و دوستانش بتوانند بدهی خود را پرداخت کنند تصمیم به سرقت از گروهی خلافکار دیگر می‌گیرند که در آپارتمان کناری آن‌ها زندگی می‌کنند.
این فیلم موفقیت و محبوبیت جهانی را برای گای ریچی به همراه داشت و او را به سینمای جهان شناساند. همچنین مخاطبان جهانی با این فیلم با وینی جونز، فوتبالیست سابق ولزی و جیسون استاتهام آشنا شدند.

## حواشی فیلم
- شروع بازیگری جیسون استاتهام با این فیلم بوده است.
- جیسون استاتهام در فیلم دست فروشی می‌کند، او در زندگی واقعی نیز برای مدتی این کار را انجام داده است.
- نقش پدر ادی را در فیلم خواننده مشهور انگلیسی استینگ بر عهده دارد، همسر استینگ تهیه‌کننده اجرایی فیلم بوده است.
- در سال ۲۰۰۰ سریال تلویزیونی نیز از روی این فیلم ساخته شده که ۷ قسمت داشت.
- به گواهی مجله توتال فیلم در سال ۲۰۰۴ این فیلم در بین فیلم‌های برتر تاریخ سینما رتبه ۳۸ را به خود اختصاص داده است.